# オキナワマツバボタン

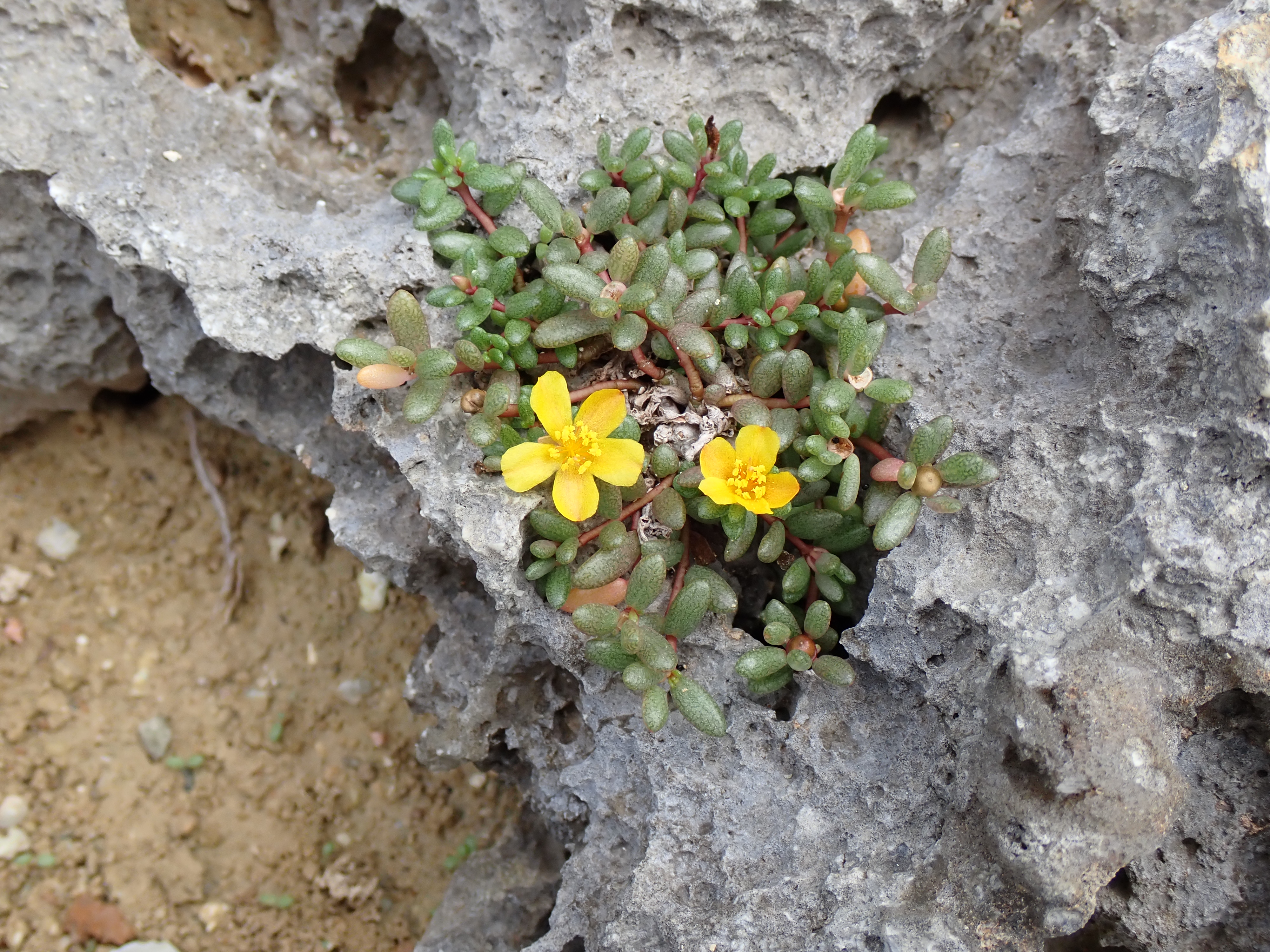
オキナワマツバボタンの花
（沖縄県国頭郡恩納村）

オキナワマツバボタン（沖縄松葉牡丹、Portulaca okinawensis、シノニム：Portulaca pilosa ssp. okinawensis）は、奄美群島と沖縄諸島の海岸の岩場に生育するスベリヒユ科スベリヒユ属の多肉性草本。奄美群島の個体群は変種アマミマツバボタン（Portulaca okinawensis var. amamiensis）とされる。

## 概要
日本の南西諸島（奄美大島～沖縄諸島）固有種。海岸の石灰岩上に生育する。
多年草で、高さ5～10cm。根は石灰岩の岩盤に固着し、太い根茎から茎が束生する。葉は互生、多肉質で、狭楕円形～長楕円状楕円形、先端は鈍く尖り、長さ3～5mmと非常に小さい。花は茎の頂端に付き、直径約1cm、花弁は5枚、色は黄色～橙黄色。果実は蒴果（さくか）で、球形、長さ約1.7mm。
春に新芽を吹いて秋まで生長を続け、晩春から晩夏まで不定期に開花する。晩秋に茎の先端の大部分が枯れ落ち、地下部と太い地上茎のみが越冬する。
減少要因として園芸採集があげられているが、園芸種のマツバボタンやハナスベリヒユと比較して花が著しく小型であり、しかも晴天の日に数時間しか開花しないので園芸植物としての価値は乏しい。一般人が見て興味をもつような植物ではなく山野草として商業的に採集販売された事例も確認できない。沖縄島の有名な景勝地に自生があるが、一般観光客は採集するどころかそもそも存在に気付いていないようで、頻繁に踏みつけられている形跡がある。
温度と日照が保てれば人工栽培自体は困難ではなく、一般の多肉植物と同様に茎の先端を切り取ってさし芽をすることにより容易に増殖できる。茎の先端部は秋には枯れ落ちてしまうが、晩夏までに採取すれば新苗の生産に利用することができる。
また種子からも苗の育成が可能である。
ただし前述のように育てても園芸的価値は皆無に近い。また日本本土では越冬に温室が必要である。

## 保護上の位置づけ
絶滅危惧II類 (VU)（環境省レッドリスト）
生育地である下記の地方公共団体が作成したレッドデータブックに掲載されている。
- 鹿児島県：絶滅危惧I類
- 沖縄県：絶滅危惧IB類